# Васил Василев – Зуека
Вижте пояснителната страница за други личности с името Васил Василев.
Васил Стефанов Василев, по-известен с прякора си Зуека, е български филмов и театрален актьор, комик, телевизионен водещ и художник. От май 2021 г. живее в Испания поради желанието да смени „страната с друга, в която законите се спазват“.

## Биография
Роден е на 30 април 1965 година в Сливен. Завършва ВИТИЗ „Кръстьо Сарафов“ в класа на проф. Илков през 1992 г. Участва в студентското предаване от началото на 90-те „Ку-ку“, както и в наследника му – „Каналето“. Водил е предаването „Господари на ефира“ и е участвал в сериала „Полицаите от края на града“. Водещ е на „Като две капки вода" и „Маскираният певец“.
С актрисата Нина Димитрова основават театър „Кредо“. Първата им постановка – „Шинел“ (по Гогол) – има повече от 500 представления, играят я на сцената на Театър 199 и по света на осем езика. Двамата с Нина имат една дъщеря.
Получава наградата „Икар“ на Съюза на артистите в България – Специална награда ИКАР за принос в популяризирането на българското театрално изкуство по света (2008).
На Стената на славата пред Театър 199 има пано с отпечатъците му.

## Личен живот
Има един развод зад гърба си – с журналистката и негова състудентка Румяна Узунова. С актрисата и негова преподавателка Нина Димитрова живеят само на семейни начала. Имат една дъщеря – актрисата и режисьорка Девина Василева.
През 2017 г. сключва брак с Ани Вичева, с която имат син. 
От 2021 г. живее в Испания и се издържа единствено с рисуване.

## Телевизионен театър
- „Големанов“ (по Ст. Л. Костов, сц. и реж. Иван Ничев, 1995) – Мисирков
- „Зелен таралеж“ (1996) (Йордан Радичков) – мюзикъл

## Филмография
| Година           | Филми и Сериали                           | Серии | Копродукции                              | Роля                                  |
| ---------------- | ----------------------------------------- | ----- | ---------------------------------------- | ------------------------------------- |
| 2019             | Пътуващо кино                             |       |                                          |                                       |
| 2019             | В кръг                                    |       | България / Сърбия / Франция              | Тодор                                 |
| 2018             | Полицаите от края на града                | 25    |                                          | Благой Трифонов „Гого“                |
| 2017             | Посоки                                    |       | България / Германия / Македония          | Мишо                                  |
| 2014             | Съдилището                                |       | България / Герамния / Хърватия           | Рамадан                               |
| 2011 – 2014      | Седем часа разлика                        | 80    |                                          | Айвън Крис, адвокат, приятел на Боян  |
| 2008             | Светът е голям и спасение дебне отвсякъде |       | България / Германия / Словения / Унгария | Иво Чикагото                          |
| 2007             | Магна Аура — изгубеният град              | 13    | България / Германия / Полша              | Тео                                   |
| 2005             | Морска сол                                | 30    |                                          | Васил Василев-Зуека (в 2 серии)       |
| 2005             | Турски гамбит (Турецкий гамбит)           | 4     | Русия / България                         |                                       |
| 2005             | Патриархат                                | 7     |                                          | Сава Недев                            |
| 2004             | Мила от Марс                              |       |                                          | директор на интерната                 |
| 2003             | Между рая и ада                           |       |                                          | Ванчо „Мухъла“, съпругът на Мария     |
| 2003             | Анастасия Слуцкая („Княгиня Слуцкая“)     |       | Беларус                                  |                                       |
| 2003             | Пътуване към Йерусалим                    |       | България / Германия / Франция            | Сами                                  |
| 2002             | Асистентът                                |       | България / Италия                        | асистентът Павел Павлов               |
| 2002 – 2003      | Камера! Завеса!                           | 6     |                                          | Васил, актьора-жена в 1 серия (IV-та) |
| 2001             | Печалбата                                 |       |                                          | Тони                                  |
| 2001             | Хълмът на боровинките                     |       |                                          | кондукторът                           |
| 2000             | Пансион за кучета                         |       |                                          | акордионистът                         |
| 1999, 2000, 2010 | Клиника на третия етаж                    | 35    |                                          | хипохондрикът (в 1 серия: XVIII)      |
| 1998             | След края на света                        |       | България / Германия / Гърция             | бръснарят Алипи                       |
| 1994             | Граница                                   |       | България/Франция                         | граничарят Смазката                   |
| 1994             | Записки по българските мафии              |       |                                          | малкия бодигард                       |